# Двійковий файл
Двійковий (бінарний) файл (англ. binary file) — в широкому сенсі: файл, що містить послідовність довільних байтів. Назва пов'язана з тим, що байти складаються з біт, тобто двійкових (англ. binary) цифр.
У вузькому сенсі слова двійкові файли протиставляються текстовим файлам. При цьому, з точки зору технічної реалізації на рівні апаратури, текстові файли є окремим випадком двійкових файлів, і, таким чином, в широкому значенні слова під визначення двійковий файл підходить будь-який файл.
Часто двійковими файлами називають виконувані файли і стиснуті дані, проте так обмежувати це поняття не коректно.
Для візуального перегляду вмісту двійкового файлу він розбивається на шматки рівного розміру, що подаються у вигляді чисел, записуваних, зазвичай, в шістнадцятковій системі, іноді в вісімковій, двійковій або десятковій. Зазначений розмір шматка може дорівнювати одному октету, а також двом або чотирьом (в разі розбиття на шматки по кілька октетів застосовується порядок байтів, прийнятий на використовуваної платформі).
Нерідко крім числових значень байт виводяться також символи у прийнятій в системі або вибраній користувачем кодовій сторінці, наприклад ASCII. Нижченаведений приклад показує один рядок так званого класичного дампу початку PNG-файлу логотипу Вікіпедії:
```
00000000 89 50 4e 47 0d 0a 1a 0a 00 00 00 0d 49 48 44 52 |.PNG........IHDR|
```

Кожен рядок такого дампу починається з числа у шістнадцятковій формі, яке є зміщенням першого байту даних від початку двійкового файлу, далі йде пооктетне шістнадцяткове представлення 16 октетів даних. В кінці рядка розміщено текстове представлення цих самих шістнадцяти октетів друкованими ASCII-символами, октети, що не мають друкованого представлення, заміняються символом крапки.